# 99941 Lonniewege
99941 Lonniewege este o planetă minoră (asteroid) din centura de asteroizi. A fost descoperită pe 23 noiembrie 2003 la Catalina Station⁠(d) de Catalina Sky Survey. 
Obiectul prezintă o orbită caracterizată de o semiaxă mare de 2,6947316900561 UAi, o excentricitate de 0,15, o înclinație de 13,3 ° în raport cu ecliptica.